# 马通伊斯
马通伊斯是巴西马拉尼昂州的一个市镇。总面积1858.007平方公里，总人口29386人，人口密度15.8人/平方公里。